# 金吉卿
金吉卿（？—1646年11月9日（隆武二年十月丙子）），字克修，鳳陽府滁州全椒縣人，明朝、南明軍事人物。

## 生平
金吉卿是崇禎十三年（1640年）的武進士，獲授萬安守備，行都指揮事，以功陞任贛州副總兵，跟隨楊廷麟守衛。隆武二年（1646年）忠誠（贛州）失陷，他和家人以及楊廷麟、郭維經、萬元吉，楊文薦，馬觀鵬、劉天駟、張定遠、江一鵬等人戰死，只有他的兒子金日昺能突圍逃走。

## 引用
1. 1 2  錢海岳《南明史·卷二·本紀第二》：（隆武二年）冬十月丙子，忠誠陷，大學士楊廷麟、郭維經，尚書萬元吉，巡撫楊文薦，將軍馬觀鵬，總兵金吉卿、劉天駟、張定遠、江一鵬以下闔城死之。
2. 1 2  錢海岳《南明史·卷四十九·列傳第二十五》：金吉卿，字克修，全椒人。崇禎十三年武進士。自萬安守備累遷都指揮都督。城陷，一門死。
3. ↑  民國《全椒縣志·卷十二·人物志三》：崇禎庚辰（武進士） 金吉卿 忠節有傳
4. ↑  民國《全椒縣志·卷十一·人物志二》：金吉卿，崇禎武進士，授江西守備，行都指揮事，以功陞贛州副總鎮，從楊廷麟守贛，闔家殉難，子日昺突圍出。